# Degradacja polimerów
Degradacja polimerów – ogólna nazwa procesów rozpadu cząsteczek polimerów, które nie są depolimeryzacją.
Depolimeryzacją nazywa się proces odwrotny do polimeryzacji, w którym jedynym produktem są wyjściowe monomery i który zawsze prowadzi do zmniejszenia się stopnia polimeryzacji. Jeśli proces rozkładu polimeru przebiega z wytworzeniem innych produktów nazywa się go degradacją. Degradacja nie musi prowadzić do zmniejszenia się stopnia polimeryzacji, choć zazwyczaj prowadzi.
Degradacja może być powodowana rozmaitymi czynnikami, m.in. światłem, temperaturą i wystawieniem polimerów na agresywne chemicznie środowisko. Degradacja polimerów prowadzi zawsze do istotnych zmian ich własności fizykochemicznych. Najczęściej zmiany te są niekorzystne, ale czasami wywołuje się je celowo, choć zwykle nazywa się je wtedy raczej modyfikacją przez degradację.
Rozróżnia się następujące rodzaje degradacji polimerów:
- zmiany struktury chemicznych poszczególnych merów tworzących łańcuch polimerów na skutek odrywania się od nich atomów lub grup funkcyjnych, które nie zmieniają ich stopnia polimeryzacji – przykładem niekorzystnej degradacji tego typu jest uwalnianie się chloru z PVC, które prowadzi do jego żółknięcia i wzrostu kruchości – przykładem korzystnej degradacji tego typu jest otrzymywanie poli(alkoholu winylowego) z poli(octanu winylu);
- cięcie głównych łańcuchów polimerów – proces ten przypomina trochę depolimeryzację – przebiega jednak losowo w różnych punktach łańcucha według innego mechanizmu niż reakcja polimeryzacji – np. poliamidy i poliuretany pękają pod wpływem działania światła i środowiska kwaśnego;
- przekształcenia głównych łańcuchów polimerów – np. poprzez wbudowywanie się do nich bocznych podstawników, przykładem jest otrzymywanie polikarbosilanów poprzez kontrolowaną pirolizę polisilanów;
- procesy sieciowania – czyli powstawania wiązań między merami pochodzącymi z różnych łańcuchów polimerów – może to być zarówno proces korzystny technologicznie jak i niepożądany

Często kilka procesów degradacji zachodzi jednocześnie, co utrudnia ich badanie i analizę.